# بخش اونیه
بخش اونیه (به سوئدی: Ånge kommun) یک ناحیه شهری در سوئد است که در شهرستان وسترنورلاند واقع شده‌است.

## خواهرخوانده
شهرهای Malvik و Oravais خواهرخوانده‌های بخش اونیه هستند.